# Poses (Navès)
Poses és un masia situada al municipi Navès a la comarca catalana del Solsonès, situada a 634 m.